# Katya
Katya là một chi nhện trong họ Salticidae.